# Pirou
Pour les articles homonymes, voir Pirou (homonymie).
Pirou est une commune française, située dans le département de la Manche, en région Normandie. La commune est peuplée de 1 486 habitants.

## Géographie

### Localisation
Couvrant 2 911 hectares, le territoire de Pirou est le plus étendu du canton de Lessay et le deuxième de l'arrondissement de Coutances, après Hambye (2 957 hectares).
| Créances, la Manche  | Créances  | Créances             |
| la Manche            | Pirou     | La Feuillie          |
| la Manche, Geffosses | Geffosses | Muneville-le-Bingard |

### Hydrographie
La commune est située dans le bassin Seine-Normandie. Elle est drainée par le Douit, le Pont de la Reine, le cours d'eau 01 de la commune de Pirou, le cours d'eau 01 de la Croix Vindy, le cours d'eau 03 de la commune de Pirou, le Dun, le fossé 02 de la commune de Pirou, le fossé 05 de la commune de Pirou et le fossé 06 de la commune de Pirou,,.

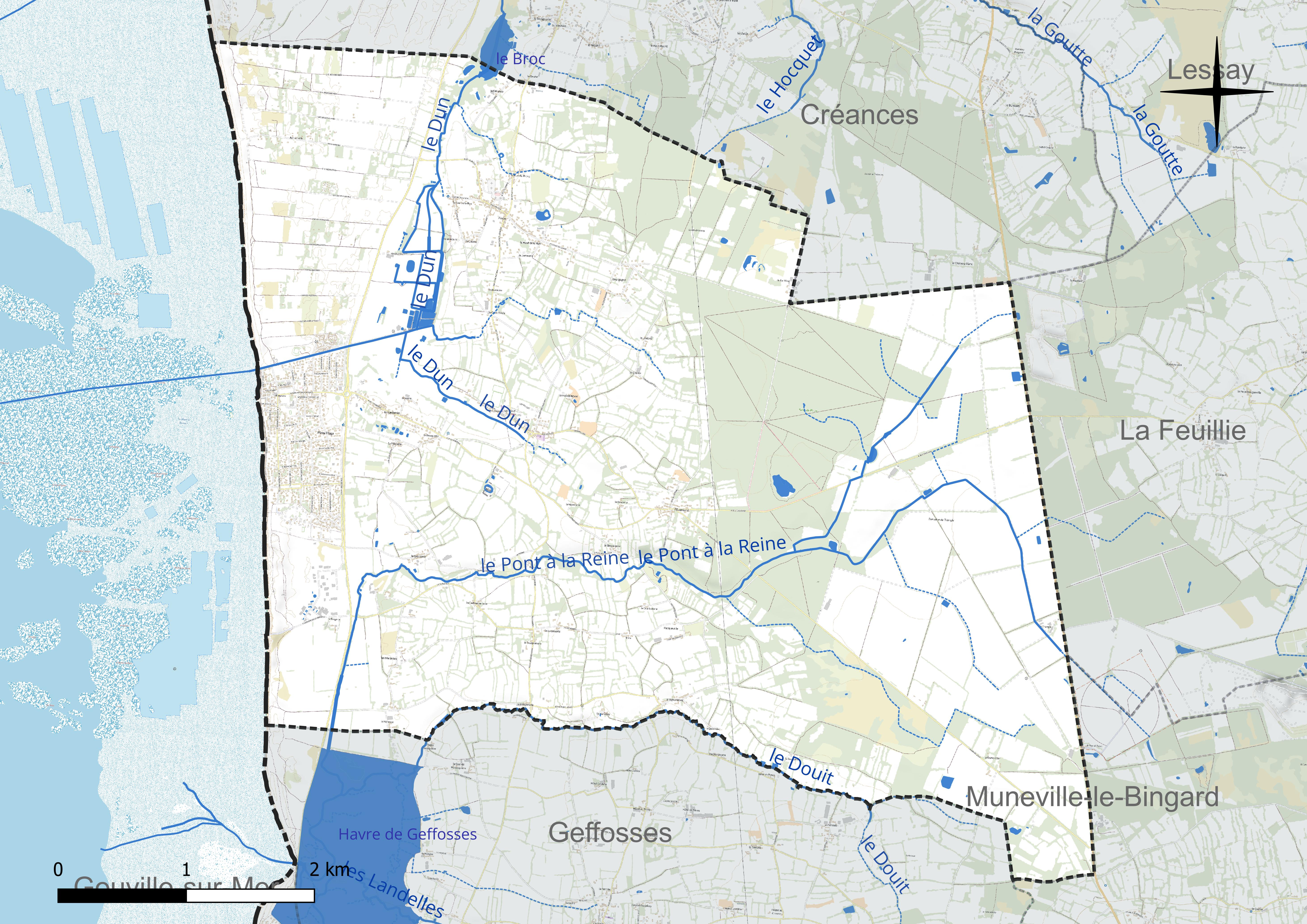
Réseau hydrographique de Pirou.

Un plan d'eau complète le réseau hydrographique : le Broc, d'une superficie totale de 8,2 ha (1,2 ha sur la commune),.

### Climat
Pour des articles plus généraux, voir climat de la Normandie et climat de la Manche.
En 2010, le climat de la commune est de type climat océanique franc, selon une étude du CNRS s'appuyant sur une série de données couvrant la période 1971-2000. En 2020, Météo-France publie une typologie des climats de la France métropolitaine dans laquelle la commune est exposée à un climat océanique et est dans la région climatique  Normandie (Cotentin, Orne), caractérisée par une pluviométrie relativement élevée (850 mm/a) et un été frais (15,5 °C) et venté. Parallèlement le GIEC normand, un groupe régional d’experts sur le climat, différencie quant à lui, dans une étude de 2020, trois grands types de climats pour la région Normandie, nuancés à une échelle plus fine par les facteurs géographiques locaux. La commune est, selon ce zonage, exposée à un « climat maritime », correspondant au Cotentin et à l'ouest du département de la Manche, frais, humide et pluvieux, où les contrastes pluviométrique et thermique sont parfois très prononcés en quelques kilomètres quand le relief est marqué.
Pour la période 1971-2000, la température annuelle moyenne est de 11,2 °C, avec une amplitude thermique annuelle de 11,1 °C. Le cumul annuel moyen de précipitations est de 890 mm, avec 13,8 jours de précipitations en janvier et 6,9 jours en juillet. Pour la période 1991-2020, la température moyenne annuelle observée sur la station météorologique la plus proche, située sur la commune de Gouville-sur-Mer à 8 km à vol d'oiseau, est de 12,2 °C et le cumul annuel moyen de précipitations est de 844,8 mm,. Pour l'avenir, les paramètres climatiques de la commune estimés pour 2050 selon différents scénarios d’émission de gaz à effet de serre sont consultables sur un site dédié publié par Météo-France en novembre 2022.

## Urbanisme

### Typologie
Au 1er janvier 2024, Pirou est catégorisée commune rurale à habitat dispersé, selon la nouvelle grille communale de densité à sept niveaux définie par l'Insee en 2022.
Elle est située hors unité urbaine et hors attraction des villes,.
La commune, bordée par la Manche, est également une commune littorale au sens de la loi du 3 janvier 1986, dite loi littoral. Des dispositions spécifiques d’urbanisme s’y appliquent dès lors afin de préserver les espaces naturels, les sites, les paysages et l’équilibre écologique du littoral, tel le principe d'inconstructibilité, en dehors des espaces urbanisés, sur la bande littorale des 100 mètres, ou plus si le plan local d'urbanisme le prévoit.

### Occupation des sols
L'occupation des sols de la commune, telle qu'elle ressort de la base de données européenne d’occupation biophysique des sols Corine Land Cover (CLC), est marquée par l'importance des territoires agricoles (73,8 % en 2018), en diminution par rapport à 1990 (75,6 %).
La répartition détaillée en 2018 est la suivante : prairies (24,9 %), zones agricoles hétérogènes (24,6 %), terres arables (24,2 %), forêts (13,5 %), milieux à végétation arbustive et/ou herbacée (6,6 %), zones urbanisées (4,8 %), espaces ouverts, sans ou avec peu de végétation (0,9 %), zones humides intérieures (0,4 %).

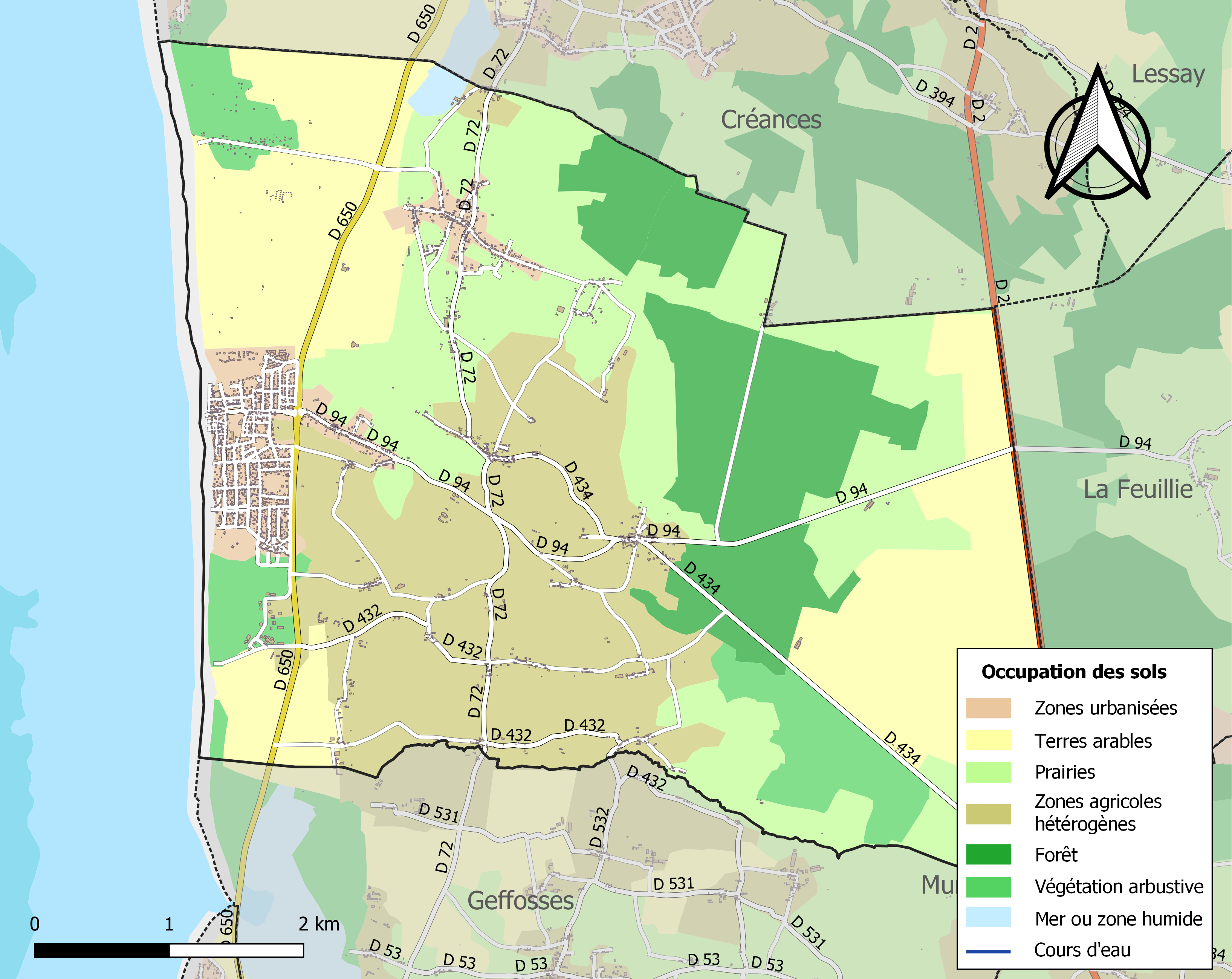
Carte des infrastructures et de l'occupation des sols de la commune en 2018 (CLC).

L'évolution de l’occupation des sols de la commune et de ses infrastructures peut être observée sur les différentes représentations cartographiques du territoire : la carte de Cassini (XVIIIe siècle), la carte d'état-major (1820-1866) et les cartes ou photos aériennes de l'IGN pour la période actuelle (1950 à aujourd'hui).

## Toponymie
Le nom de la localité est attesté sous les formes de Piroo au XIIe siècle (B.R. Leber, Savigny 137), Pirou en 1173 (cartulaire de Coutances, copie Delisle), Pirou vers 1175 (Wace, Rou, II, 3134), Piroium vers 1200 (Delisle, Notes d'après Liber ben. Exaq.), Pirou en 1216, de Piroio en 1217 (Lecacheux, H.D. Coutances), Pyraou en 1404 (A.M. H 5308), Perehou et Pinovium sans date.
Peut-être s'agit-il d'une formation toponymique gauloise en -avo (-avum, autrement noté « -auos, -aua, -auon ») qui explique souvent la terminaison -ou bien représentée en Normandie, par exemple dans l'ancien nom de pays Talou (in pago quoque Talavo, acte de l'abbaye de Fontenelle, daté de 734), et notamment dans la moitié sud de la région, dont l'Avranchin, par exemple dans Andillou (dans lequel on identifie le thème andel, commun en toponymie et en hydronymie). Cependant le premier élément Pir- est obscur.
Une autre hypothèse évoque un dérivé du latin petra « pierre » (comprendre le gallo-roman PETRA). Pirou représenterait alors la forme vocalisée de *pirol, variante de pierol, dérivé avec le suffixe -olu. Dans un premier temps, René Lepelley qui suggère cette explication, s'était rangé du côté de la première hypothèse dans un ouvrage antérieur.
Une troisième explication plus ancienne et apparemment abandonnée aujourd'hui, se base sur un emploi suffixé de l’appellatif hou fréquent dans le Cotentin et identifié comme saxon ou anglo-saxon par les auteurs et qui signifie « promontoire en forme de talon, escarpement rocheux, rivage abrupt », ou encore « légère élévation ». Le premier élément Pir- représenterait alors l’anglo-saxon pirige, pyrige avec g spirantique, pirie « poirier ». Ce mot se rencontre fréquemment en toponymie anglaise. Le sens global serait « rocher des poiriers ». Ce nom, également porté par un rocher au large de Pirou, provient de celui du village. La non-reprise de cette suggestion est sans doute à mettre en relation avec l'absence d'attestations en -hou (voir supra), contrairement aux autres toponymes de la Manche et des Îles anglo-normandes constitués avec cet appellatif.
Le gentilé est Pirouais.

## Histoire

### Moyen Âge
En 1066, un Pirou combattit aux côtés de Guillaume le Conquérant et reçut de nombreux domaines en Angleterre. En 1120, Guillaume de Pirou, grand sénéchal de Normandie, figure parmi les victimes du naufrage en 1120 de la Blanche-Nef au large de Barfleur. La famille de Pirou conserva le domaine jusqu'au XVe siècle, date à laquelle il passe à la famille du Bois.
Au XVe siècle, un Thomas du Boys († 1469), l'un des 119 défenseurs du Mont-Saint-Michel en 1434 était seigneur et châtelain de Pirou.

### Temps modernes
En 1506, c'est Jehan du Bois qui est seigneur de Pirou et également de Cérences.

## Politique et administration

### Liste des maires
Le conseil municipal est composé de dix-neuf membres dont le maire et quatre adjoints.

### Jumelages
- Săbăoani (Roumanie).

## Population et société

### Démographie
L'évolution du nombre d'habitants est connue à travers les recensements de la population effectués dans la commune depuis 1793. Pour les communes de moins de 10 000 habitants, une enquête de recensement portant sur toute la population est réalisée tous les cinq ans, les populations de référence des années intermédiaires étant quant à elles estimées par interpolation ou extrapolation. Pour la commune, le premier recensement exhaustif entrant dans le cadre du nouveau dispositif a été réalisé en 2007.
En 2022, la commune comptait 1 486 habitants, en évolution de +1,71 % par rapport à 2016 (Manche : −0,31 %, France hors Mayotte : +2,11 %).
Pirou a compté jusqu'à 1 945 habitants en 1821.
| 1793  | 1800  | 1806  | 1821  | 1831  | 1836  | 1841  | 1846  | 1851  |
| ----- | ----- | ----- | ----- | ----- | ----- | ----- | ----- | ----- |
| 1 553 | 1 614 | 1 759 | 1 945 | 1 738 | 1 760 | 1 683 | 1 690 | 1 668 |

| 1856  | 1861  | 1866  | 1872  | 1876  | 1881  | 1886  | 1891  | 1896  |
| ----- | ----- | ----- | ----- | ----- | ----- | ----- | ----- | ----- |
| 1 575 | 1 531 | 1 518 | 1 420 | 1 436 | 1 432 | 1 434 | 1 411 | 1 405 |

| 1901  | 1906  | 1911  | 1921 | 1926 | 1931 | 1936 | 1946 | 1954  |
| ----- | ----- | ----- | ---- | ---- | ---- | ---- | ---- | ----- |
| 1 248 | 1 231 | 1 176 | 992  | 981  | 972  | 995  | 972  | 1 037 |

| 1962  | 1968  | 1975  | 1982  | 1990  | 1999  | 2006  | 2007  | 2012  |
| ----- | ----- | ----- | ----- | ----- | ----- | ----- | ----- | ----- |
| 1 059 | 1 005 | 1 016 | 1 105 | 1 224 | 1 313 | 1 563 | 1 598 | 1 523 |

| 2017  | 2022  | - | - | - | - | - | - | - |
| ----- | ----- | - | - | - | - | - | - | - |
| 1 438 | 1 486 | - | - | - | - | - | - | - |

### Sports et loisirs
L'Espérance sportive de Pirou fait évoluer deux équipes de football en divisions de district.

## Économie et tourisme
La culture des huîtres et des moules fait vivre bon nombre de locaux. La pêche aux bulots est parfaitement illustrée par les bulotiers ancrés à proximité de la plage.
Le tourisme est l'autre principale ressource de la commune. La plage, sableuse, est longue et belle et permet des bains agréables et vivifiants, et permet la pratique de nombreux sports : planche à voile et kitesurf, bodyboard, char à voile et speed sail. La pêche à pied, réglementée, fait le plaisir des amateurs de coques, palourdes, moules ou huîtres sauvages. La pêche au bar est aussi très courue.
Depuis février 2010, Pirou forme avec Saint-Germain-sur-Ay un groupement de « communes touristiques ».
À l'instar de Saint-Rémy-des-Landes, Pirou exporte du courant électrique vers Jersey (à partir du poste de transformation de Périers).
En 1990, un projet immobilier, Aquatour, qui prévoit la construction de 75 maisons, d'un restaurant, des aménagements sportifs et d'un hôtel, échoue en raison de problèmes financiers du promoteur et de permis de construire accordés sans viabilisation. Le chantier s'arrête début 1992, laissant une trentaine de maisons inachevées, provoquant la faillite de plusieurs entreprises et la ruine de particuliers. Si, d'après la maire Noëlle Leforestier, les 80 propriétaires des maisons abandonnées sont indemnisés, l'enquête sur les responsables de ce fiasco se poursuit encore en 2016. Ce « village fantôme », comme le nomment les habitants, abrite plus d'une trentaine de bâtiments. Le lieu est peu à peu investi par des poètes, des artistes et des cinéastes. Il apparaît dans Visages, Villages, un documentaire réalisé par Agnès Varda et JR. Des graffeurs repeignent les murs de couleurs vives, avec des styles variés, contribuant à la notoriété du lieu. La municipalité a racheté le terrain et un nouveau projet devrait bientôt voir le jour,. Le 22 novembre 2016 commence la destruction des bâtiments afin de laisser la place à un nouveau projet immobilier qui reste à définir.

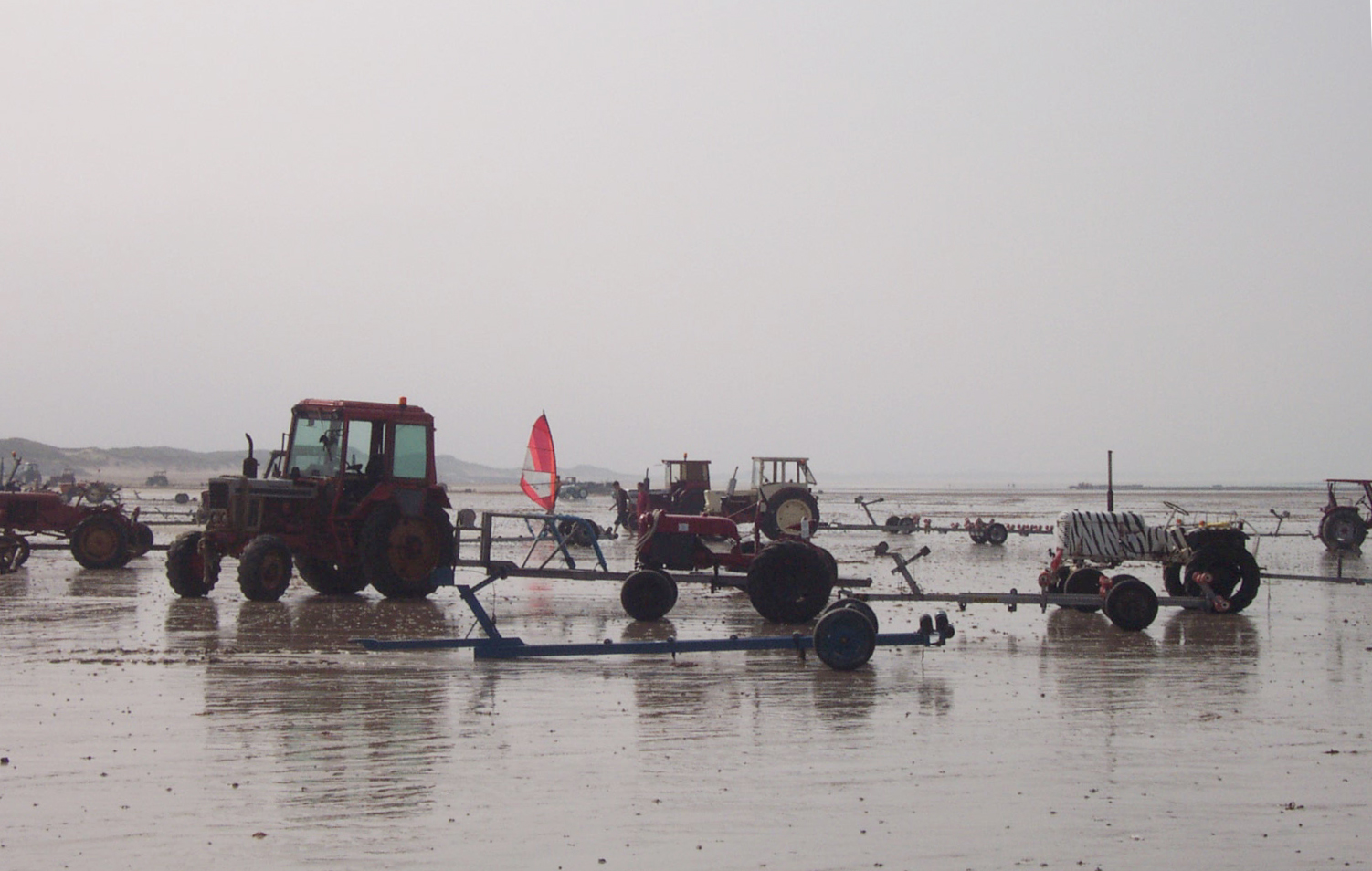
Tracteurs sur un site de conchyliculture.
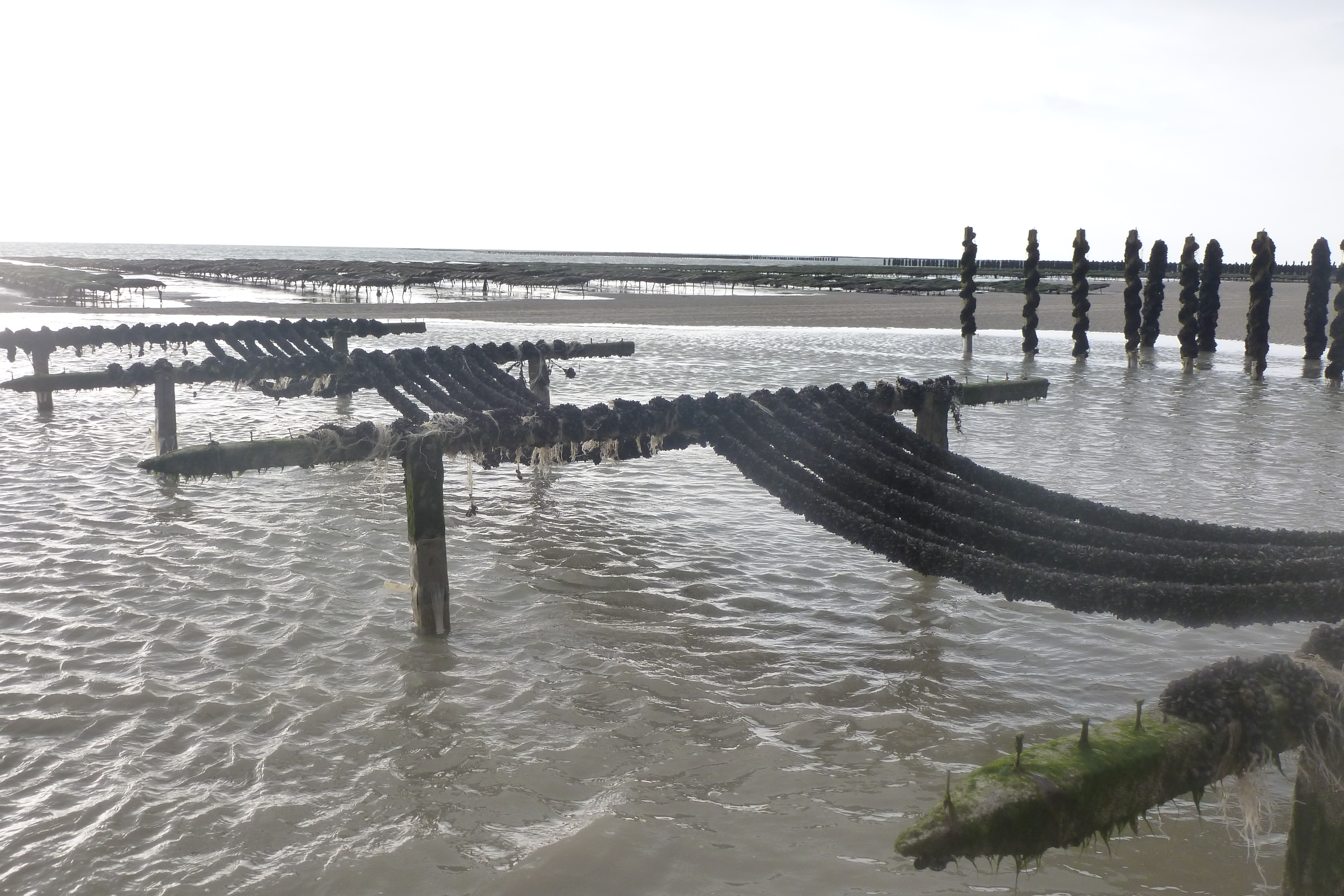
Épandage des moules.
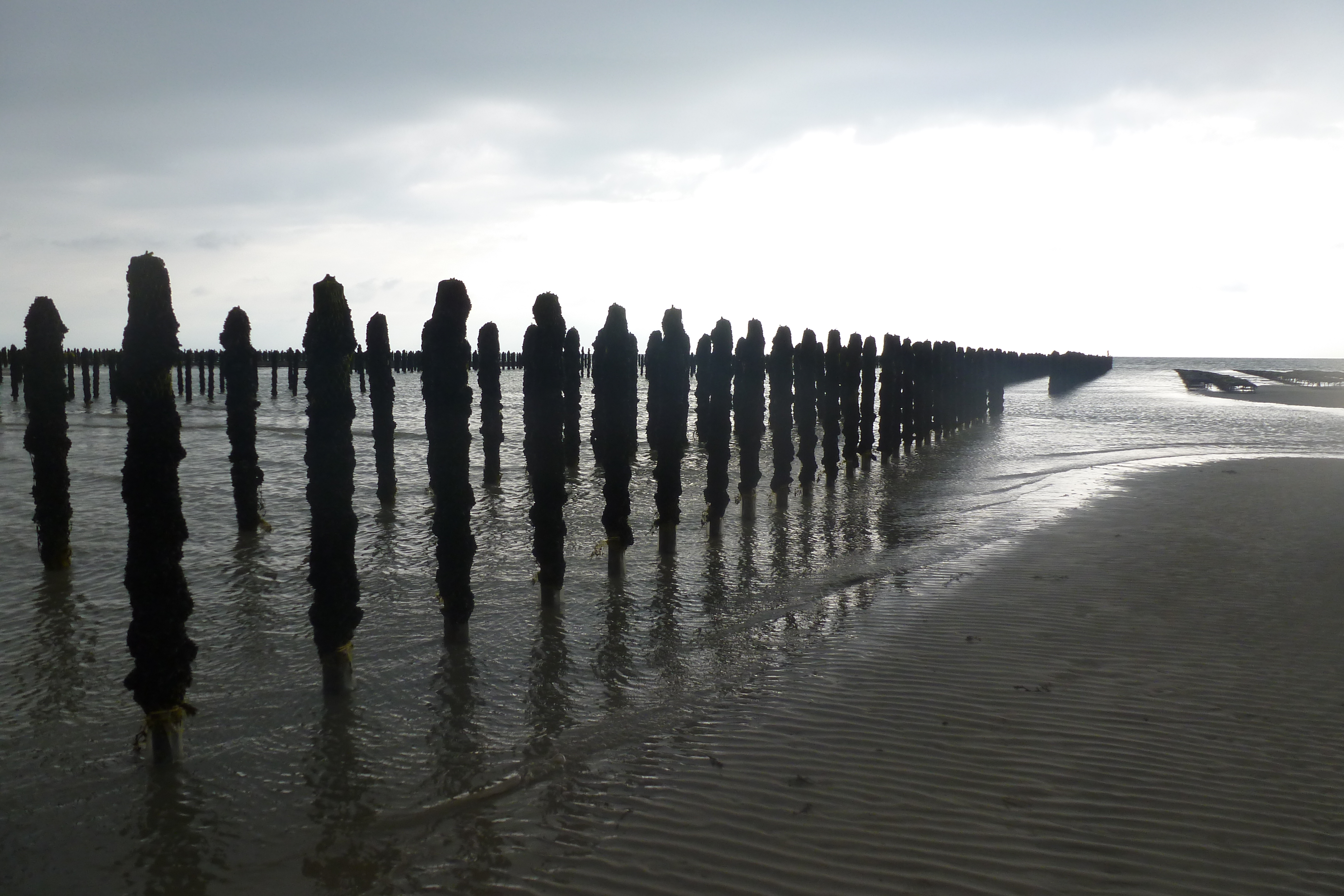
Bouchots servant à la culture des moules.
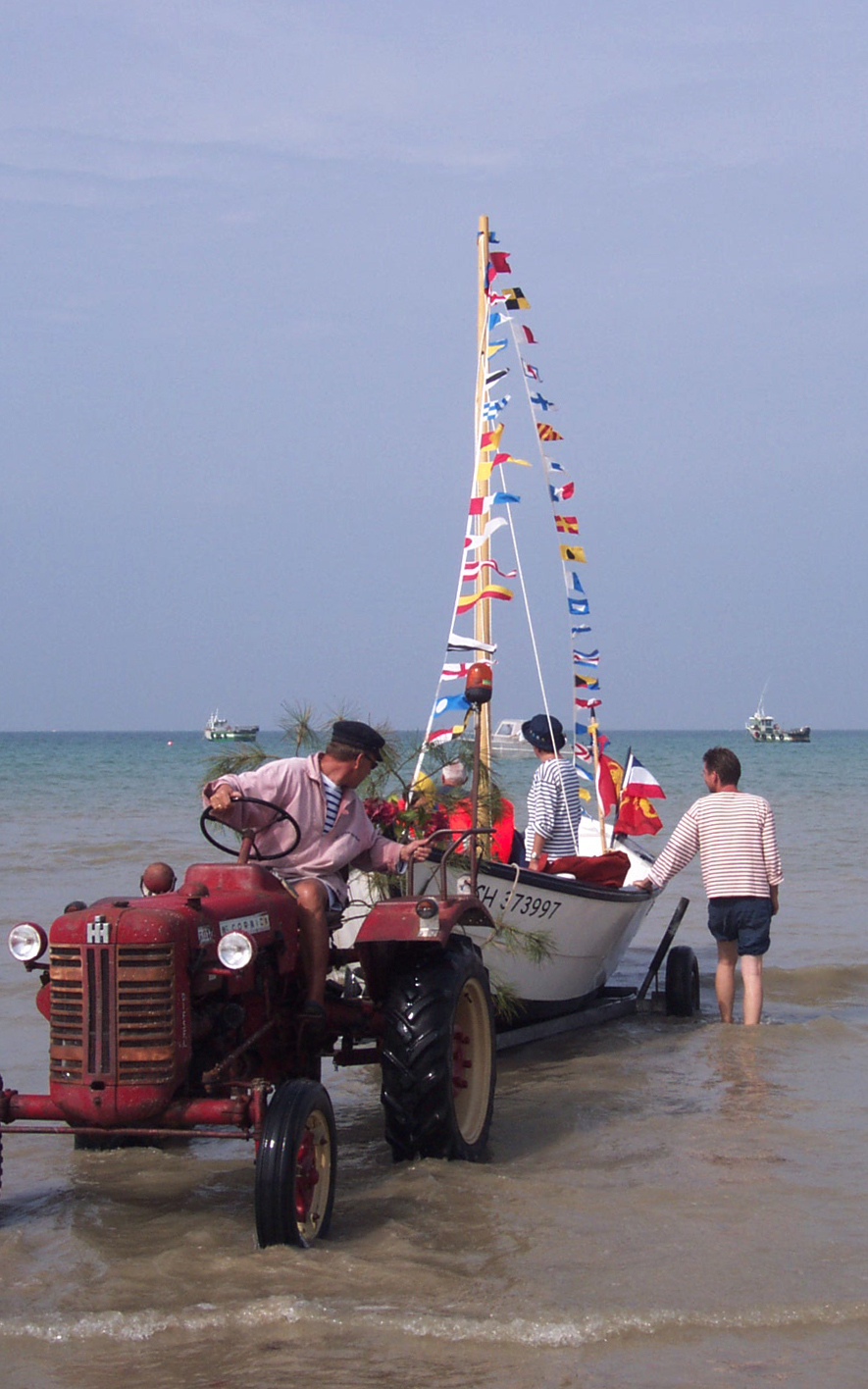
Mise à l'eau des bateaux pour la fête de la mer.
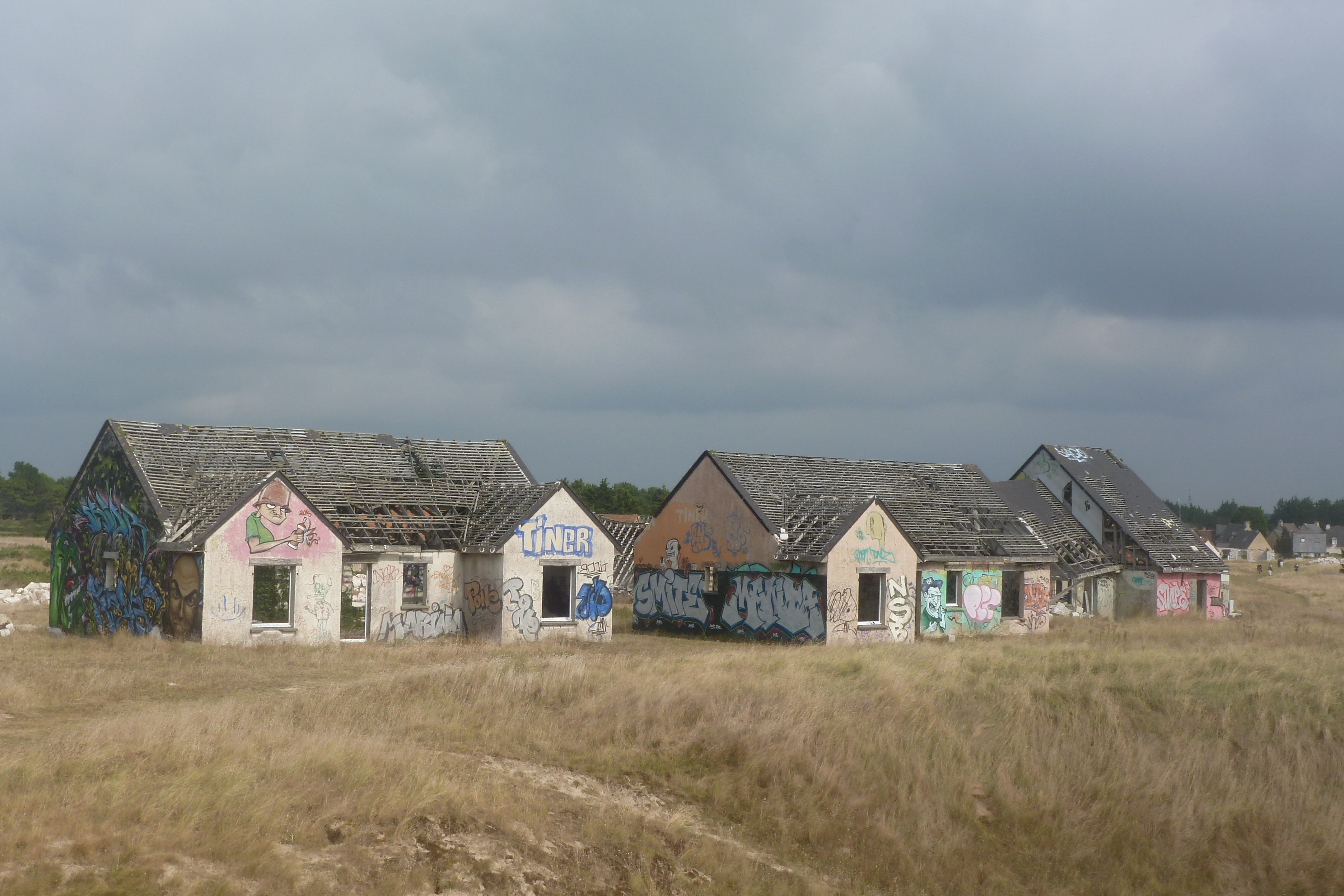
Aperçu de l'ancien village fantôme.
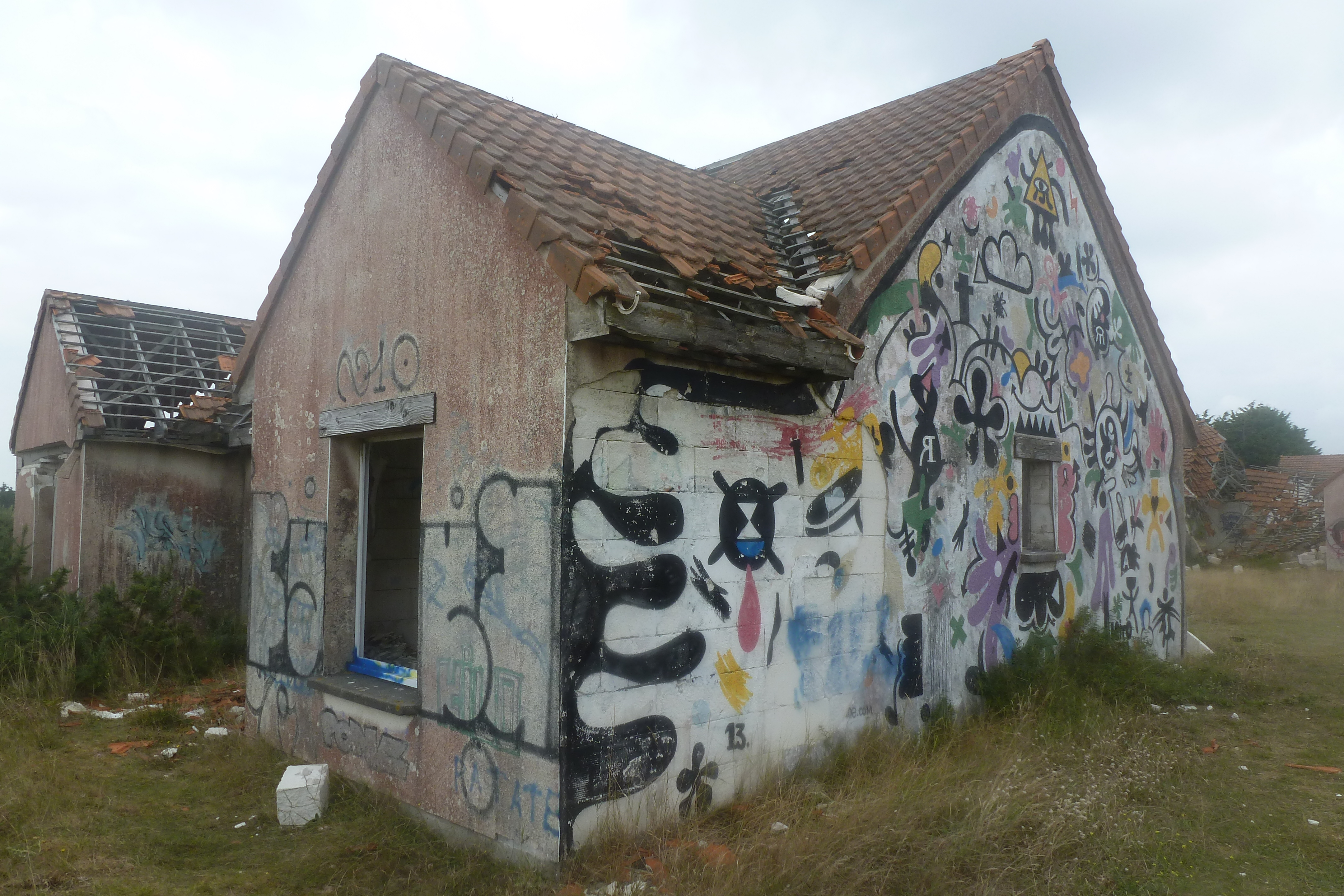
Maison en ruines (désormais détruite).
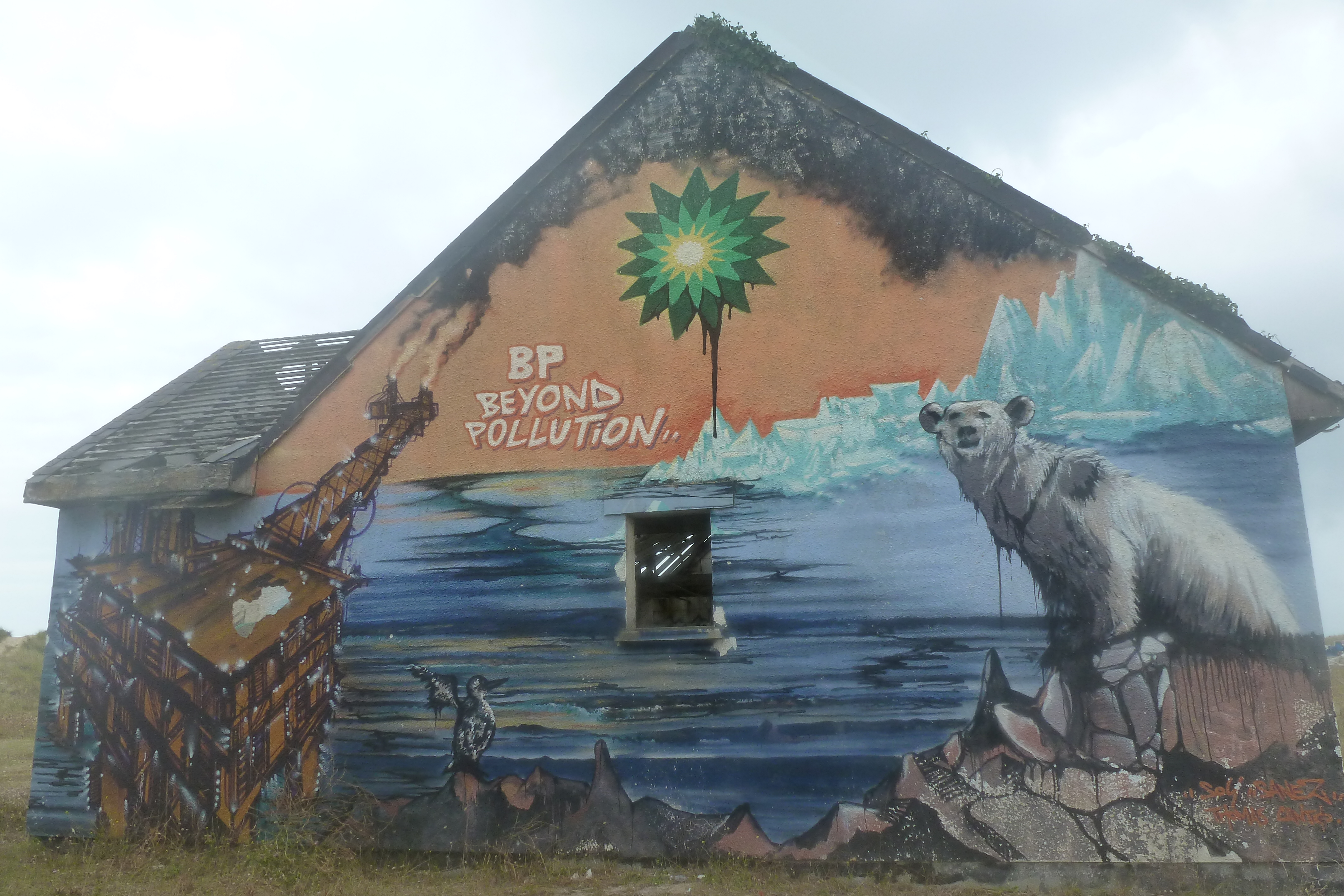
Fresque écologiste (désormais détruite).

## Culture locale et patrimoine

### Lieux et monuments
- Château de Pirou : ancien château fort du XIIe siècle (le plus ancien du Cotentin[54]), construit au milieu d'un îlot artificiel et protégé d'une triple enceinte fossoyée. Remontant à l'époque des premiers ducs de Normandie, il fut pris par les Navarrais en 1370.

En achèvement de restauration, il est l'une des deux œuvres maîtresses, avec l'abbaye de La Lucerne, de l'abbé Marcel Lelégard (1925-1994). Maçonnerie à l'ancienne, charpentes et plafonds remarquables réalisés par les ateliers Aubert-Labansat, toitures en lauzes, tour de guet (XIIe), chapelle (XVIe-XIXe). L'édifice est inscrit au titre des monuments historiques depuis le 4 juillet 1968.
Une tapisserie en point de Bayeux relate l'épopée des Tancrède en Sicile, et la légende des oies de Pirou relie le château à l'époque des Vikings.
- Église Saint-Martin des XIe, XVe, XIXe – XXe siècles avec avant-porche du XVIIIe. Elle abrite une statue de saint Marcouf du XVe et un ecce homo du XVIe classés au titre objet aux monuments historiques[56], ainsi que les statues de sainte Barbe (XVIe), sainte Anne faisant lire la Vierge (XVIe). Guillaume et Richard de Pirou, compagnons de Robert Courteheuse à la première croisade (1095), donnèrent l'église à l'abbaye de Lessay en 1100 ou 1106 à la condition que l'abbaye crée un prieuré à Pirou.
- Restes (tour) d'un moulin à vent du XVIe siècle.
- Chapelle Saint-Michel de Pirou-Plage, dite Chapelle des marins.
- Le moulin de la Tortue.
- Pirou-Plage.
- Ancien presbytère et vieux portail.
- Puits.

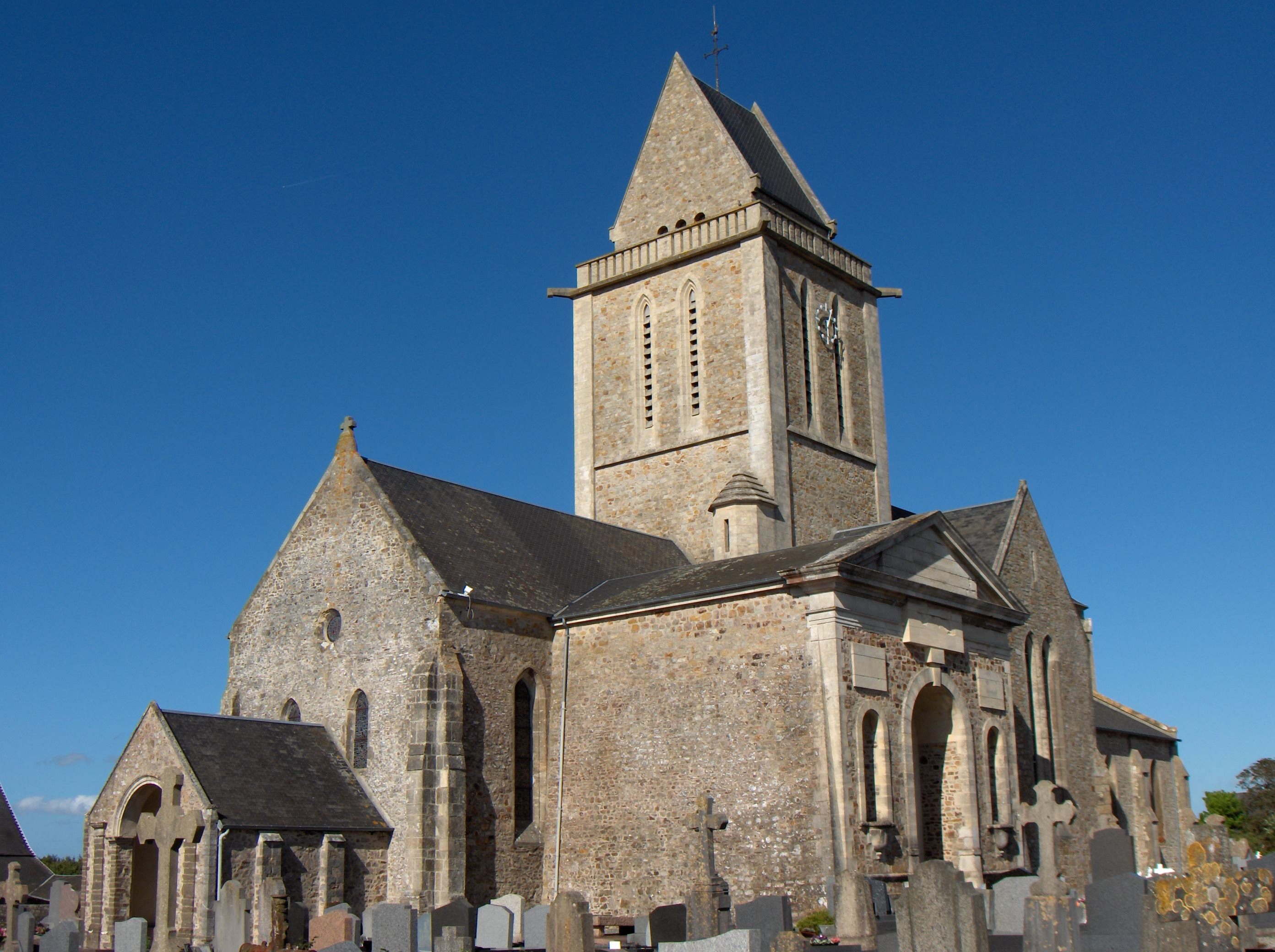
L'église Saint-Martin.
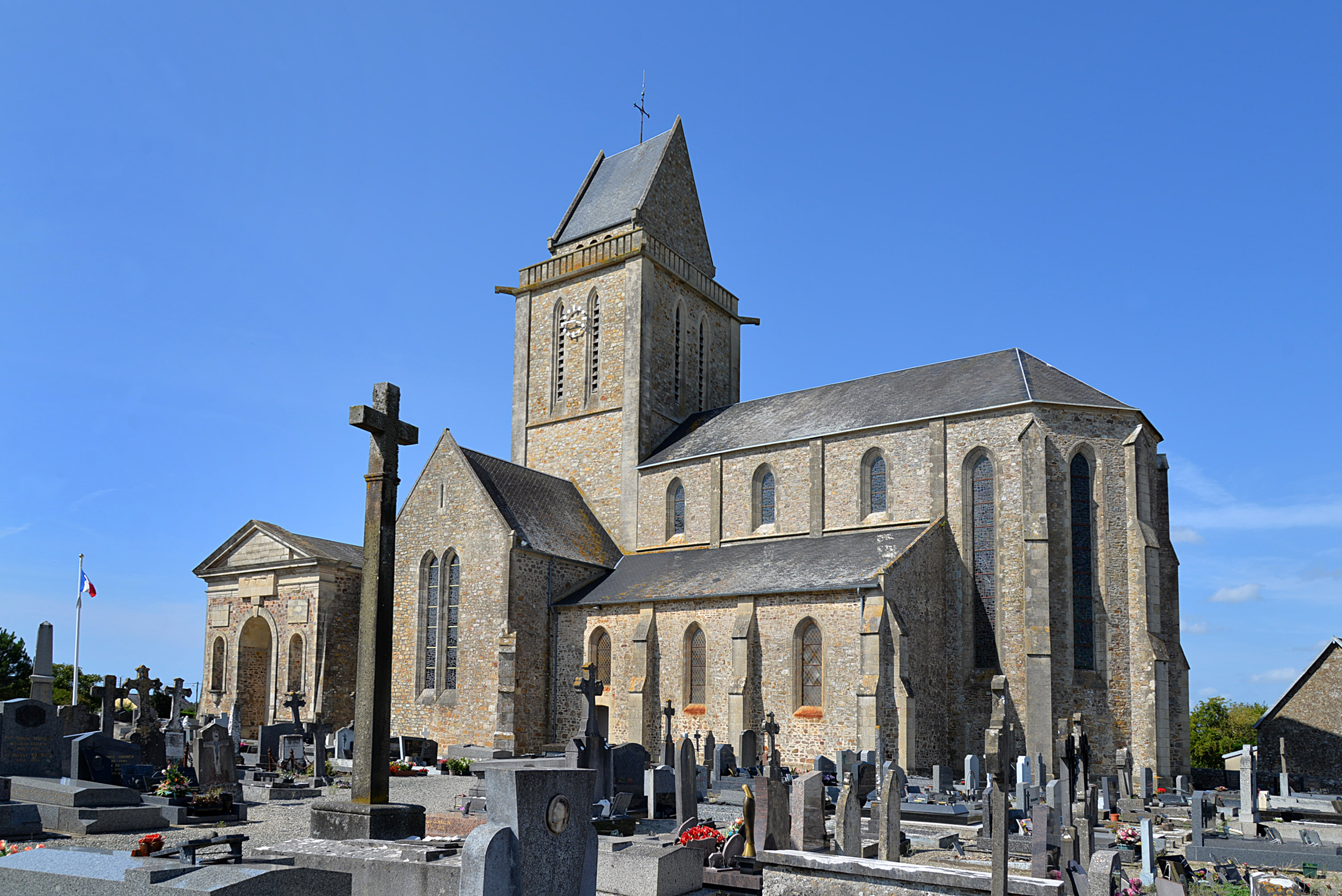
L’église Saint-Martin.
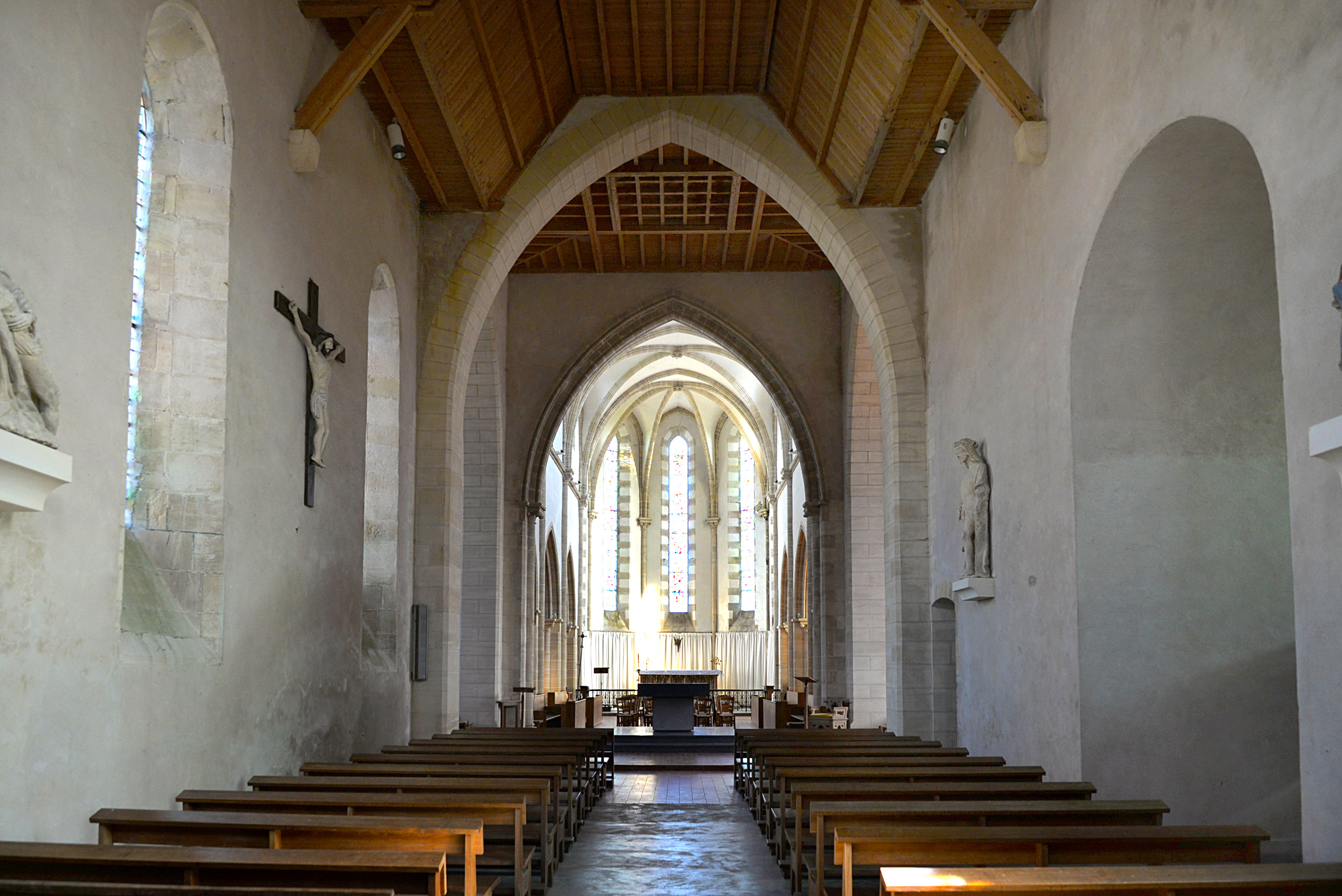
La nef de l’église Saint-Martin.
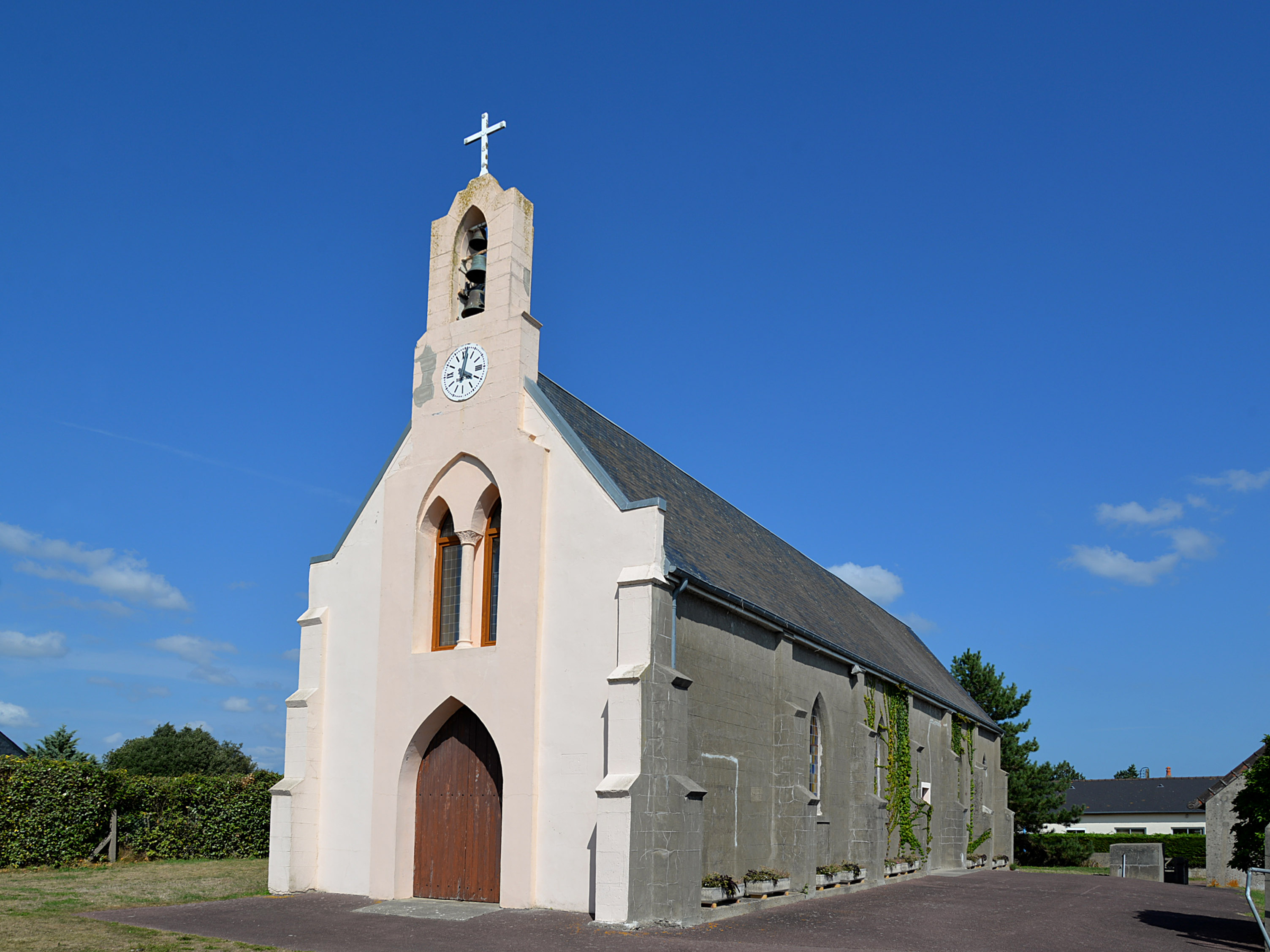
La chapelle Saint-Michel.
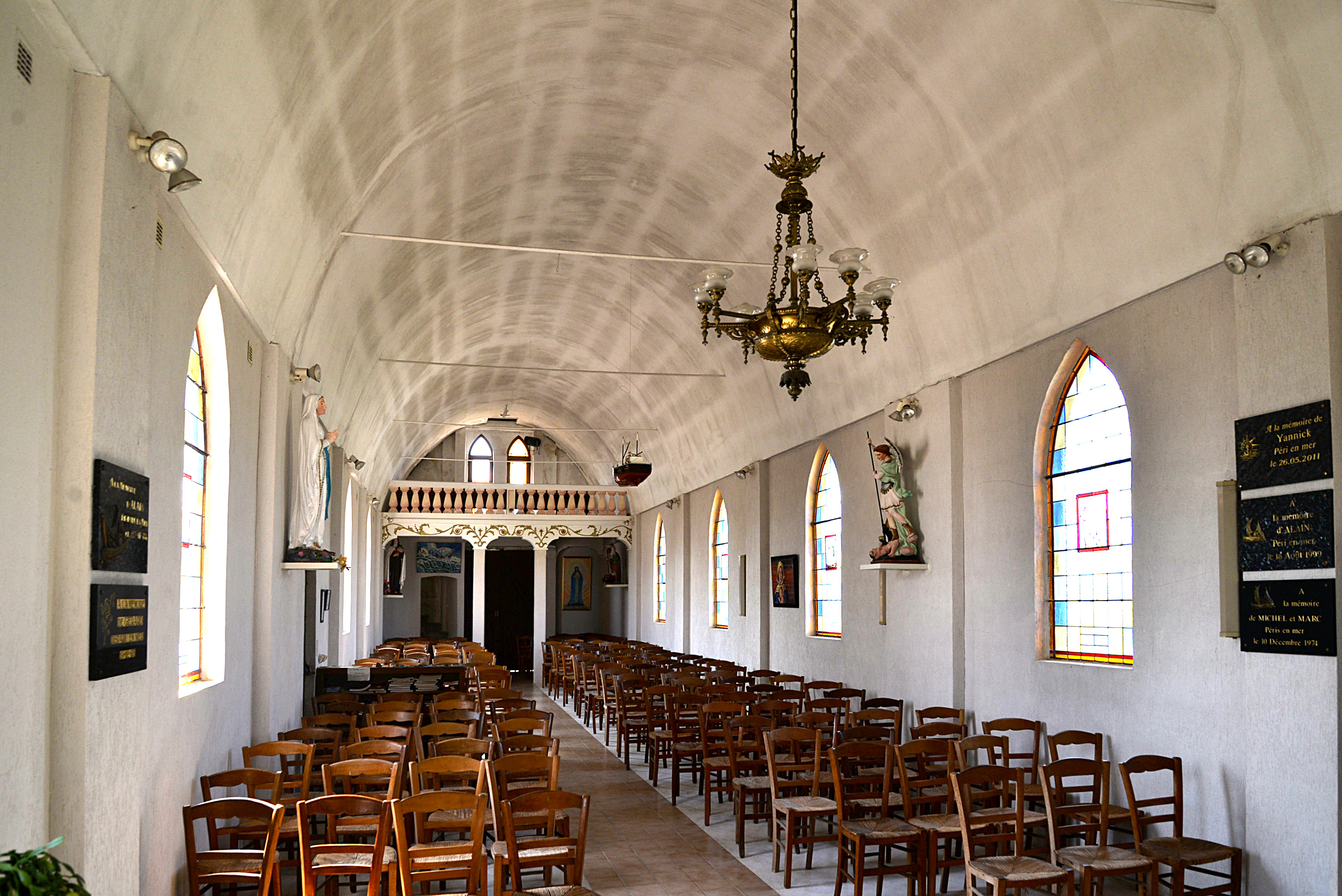
La nef de la chapelle Saint-Michel.

### Héraldique
| Blason de Pirou | Blason  | De sinople à la bande d'argent côtoyée de deux cotices du même. |
| Blason de Pirou | Détails |                                                                 |